# Hancock (village, New York)
Pour les articles homonymes, voir Hancock.
Hancock est un village situé dans le comté de Delaware, dans l'État de New York, aux États-Unis,. En 2010, elle comptait une population de 1 031 habitants, estimée au 1er juillet 2019 à 933 habitants.

## Démographie
Lors du recensement de 2010, le village comptait une population de 1 031 habitants. Elle est estimée, en 2019, à 933 habitants.